# Ambassade de France en Iran
L'ambassade de France en Iran est la représentation diplomatique de la République française auprès de la république islamique d'Iran. Elle est située à Téhéran, la capitale du pays, et son ambassadeur est, depuis 2025, Pierre Cochard.

## Ambassade

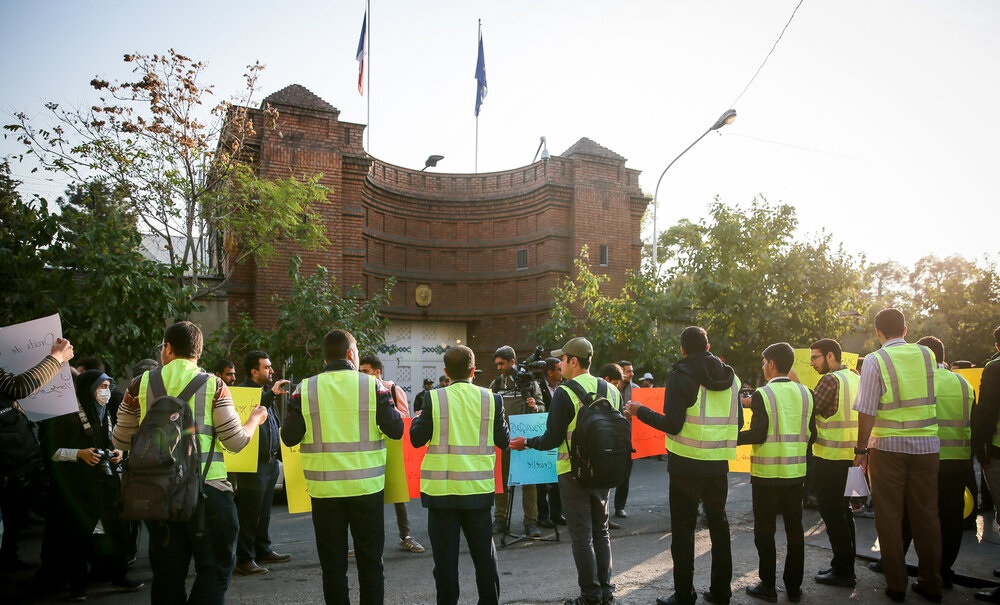

L'ambassade est située rue Neauphle-le-Château, à Téhéran. Elle accueille aussi le consulat général de France.

## Histoire
L'ambassade est située rue Neauphle-le-Château, en persan نوفل لو شاتو (transcrit Nofel Loshato en caractères latins), en hommage à la commune des Yvelines où s'était réfugié l'ayatollah Khomeini durant son exil en France en 1978 (après avoir été expulsé d'Irak).

## Ambassadeurs de France en Iran
| De   | À    | Ambassadeur                             |
| ---- | ---- | --------------------------------------- |
| 1944 | 1950 | Pierre Lafond                           |
| 1950 | 1955 | François Coulet                         |
| 1955 | 1956 | Jacques-Émile Paris                     |
| 1956 | 1961 | Henri Roux                              |
| 1961 | 1969 | Renaud Sivan                            |
| 1969 | 1972 | François Charles-Roux                   |
| 1972 | 1977 | Robert de Souza (d)                     |
| 1977 | 1977 | René de Saint-Légier de La Saussaye (d) |
| 1977 | 1980 | Raoul Delaye (de)                       |
| 1980 | 1982 | Guy Georgy                              |
| 1982 | 1984 | José Paoli                              |
| 1985 | 1987 | Pierre Lafrance                         |
| 1987 | 1988 | Rupture des relations diplomatiques     |
| 1988 | 1991 | Christian Graeff                        |
| 1991 | 1994 | Hubert Colin de Verdière                |
| 1994 | 1998 | Jean-Pierre Masset                      |
| 1998 | 2001 | Philippe de Suremain                    |
| 2001 | 2005 | François Nicoullaud                     |
| 2005 | 2010 | Bernard Poletti                         |
| 2011 | 2016 | Bruno Foucher                           |
| 2016 | 2019 | François Sénémaud                       |
| 2019 | 2022 | Philippe Thiébaud                       |
| 2022 | 2025 | Nicolas Roche                           |
| 2025 | auj. | Pierre Cochard                          |

## Consulat

### Communauté française
Au 31 décembre 2016, 1 146 Français sont inscrits sur les registres consulaires en Iran. La communauté française est localisée principalement à Téhéran.
| 2001 | 2002 | 2003 | 2004 |
| ---- | ---- | ---- | ---- |
| 710  | 813  | 856  | 845  |

| 2005 | 2006  | 2007 | 2008 |
| ---- | ----- | ---- | ---- |
| 972  | 1 012 | 883  | 871  |

| 2009 | 2010 | 2011 | 2012 |
| ---- | ---- | ---- | ---- |
| 831  | 844  | 903  | 835  |

| 2013 | 2014 | 2015  | 2016  |
| ---- | ---- | ----- | ----- |
| 913  | 968  | 1 046 | 1 146 |

| 2017  | 2018  | - | - |
| ----- | ----- | - | - |
| 1 331 | 1 167 | - | - |

### Circonscriptions électorales
Depuis la loi du 22 juillet 2013 réformant la représentation des Français établis hors de France avec la mise en place de conseils consulaires au sein des missions diplomatiques, les ressortissants français d'une circonscription recouvrant l'Afghanistan, l'Azerbaïdjan, l'Iran, le Kazakhstan, le Kirghizistan, l'Ouzbékistan, le Pakistan, le Tadjikistan et le Turkménistan élisent pour six ans trois conseillers consulaires : Armand Meimand, Yves Merer et Valérie Khan, élus depuis juin 2014. Ces derniers ont trois rôles :
1. ils sont des élus de proximité pour les Français de l'étranger ;
2. ils appartiennent à l'une des quinze circonscriptions qui élisent en leur sein les membres de l'Assemblée des Français de l'étranger ;
3. ils intègrent le collège électoral qui élit les sénateurs représentant les Français établis hors de France.

Pour l'élection à l'Assemblée des Français de l'étranger, l'Iran appartenait jusqu'en 2014 à la circonscription électorale de New Delhi comprenant aussi l'Afghanistan, le Bangladesh, l'Inde (sauf Pondichéry), les Maldives, le Népal, le Pakistan et le Sri Lanka, et désignant deux sièges. L'Iran appartient désormais à la circonscription électorale « Asie centrale et Moyen-Orient » dont le chef-lieu est Dubaï et qui désigne quatre de ses 23 conseillers consulaires pour siéger parmi les 90 membres de l'Assemblée des Français de l'étranger.
Pour l'élection des députés des Français de l’étranger, l'Iran dépend de la 11e circonscription.